# Ісаєв Костянтин Федорович
Ісаєв Костянтин Федорович  (1907—1977) — радянський кіносценарист, драматург, кінорежисер. Лауреат двох Сталінських премій (1948, 1951).
Народився 15 січня 1907 р. в м. Одесі. Закінчив чотири курси суднобудівного факультету Одеського політехнічного інституту (1930).
Був членом Спілки радянських письменників.
Помер 9 січня 1977 р. в Москві, похований на Ваганьковському кладовищі.

## Фільмографія
В кіно почав працювати на початку 30-х років як сценарист («Велика гра» (1934), «Застава коло чортового броду» (1936), «Сімнадцятилітні» (1939) тощо) і режисер Одеської кінофабрики: поставив 1936 р. фільми «Застава коло чортового броду» (у співавт. з М. Білинським) та «Пригоди Петрушки» за сценарієм, написаним разом з С. Маршаком).
Автор сценаріїв художніх кінострічок:
- «Секретна місія» (1950, у співавт. з М. Маклярським)
- «Садко» (1952)
- «Травнева ніч, або Утоплена» (1952)
- «Вірні друзі» (1954, у співавт. з О. Галичем)
- «Незакінчена повість» (1955)
- «Обережно, бабуся!» (1960)
- «Перший кур'єр» (1967)
- «Непідсудний» (1969)
- «Вас викликає Таймир» (1970, у співавт. з О. Галичем)
- «Вічний поклик» (1973—1983, т/с, у співавт. з А. Івановим)
- «Коли настає вересень» (1975, у співавт. з Е. Кеосаяном) тощо, На Київській кіностудії:
- «Подвиг розвідника» (1947, у співавт.)
- «Павло Корчагін» (1956)